# Stephansbrücke
Stephansbrücke (Štěpánův most) je silniční kamenný most na silnici B 182 (Brennerstraße) v Tyrolsku. Most se klene nad řekou Ruetz před ústím do řeky Sill, poblíž Unterbergu mezi obcemi Schönberg a Mutters v nadmořské výšce 708 m.

## Historie
Most byl postaven v letech 1842–1846 a je největším zachovalým kamenným mostem v Rakousku. Byl postaven na nové zemské silnici Brennerstraße vedoucí z Insbrucku do Matrei am Brenner. Základní kámen položil v roce 1843 arcivévoda Štěpán. Jednoobloukový kamenný most dlouhý 43,63 m, rozpětím 36 m a šířkou 8,20 m byl ve své době největší a nejširší obloukový most v monarchii a třetí s největším rozpětím na světě. Celková délka mostu je 69 m. Stavbu provedl inženýr Leonhard von Liebener podle plánů architekta Aloise Haase. Mohutný kamenný most je postaven z kvádrů brekcie těžené v Höttingeru (tzv. Höttingerská brekcie), která na místo stavby byla převážena koňskými povozy z Höttingu přes Brennerstraße. Most je postaven v pozdně klasicistním slohu a je chráněnou památkou v Rakousku.
V roce 1879 byla rekonstruována klenba. Most byl vystaven silnému provozu a zatížení a zejména poškozován posypovou solí. Proto v letech 1993–1996 byl most rekonstruován pod dohledem památkářů.